# Aveize
Aveize és un municipi francès situat al departament del Roine i a la regió d'Alvèrnia-Roine-Alps. L'any 2007 tenia 1.062 habitants.

## Demografia

### Població
El 2007 la població de fet d'Aveize era de 1.062 persones. Hi havia 344 famílies de les quals 76 eren unipersonals (32 homes vivint sols i 44 dones vivint soles), 96 parelles sense fills, 148 parelles amb fills i 24 famílies monoparentals amb fills.
La població ha evolucionat segons el següent gràfic:
Habitants censats

### Habitatges
El 2007 hi havia 401 habitatges, 348 eren l'habitatge principal de la família, 31 eren segones residències i 22 estaven desocupats. 354 eren cases i 39 eren apartaments. Dels 348 habitatges principals, 274 estaven ocupats pels seus propietaris, 65 estaven llogats i ocupats pels llogaters i 9 estaven cedits a títol gratuït; 3 tenien una cambra, 26 en tenien dues, 51 en tenien tres, 108 en tenien quatre i 160 en tenien cinc o més. 259 habitatges disposaven pel capbaix d'una plaça de pàrquing. A 162 habitatges hi havia un automòbil i a 172 n'hi havia dos o més.

### Piràmide de població
La piràmide de població per edats i sexe el 2009 era:
| Homes | Edats   | Dones |
| ----- | ------- | ----- |
| 0     | 95 o +  | 4     |
| 0     | 90 a 94 | 4     |
| 8     | 85 a 89 | 4     |
| 4     | 80 a 84 | 8     |
| 8     | 75 a 79 | 12    |
| 4     | 70 a 74 | 12    |
| 36    | 65 a 69 | 20    |
| 20    | 60 a 64 | 16    |
| 24    | 55 a 59 | 24    |
| 32    | 50 a 54 | 16    |
| 72    | 45 a 49 | 44    |
| 56    | 40 a 44 | 56    |
| 16    | 35 a 39 | 28    |
| 32    | 30 a 34 | 12    |
| 20    | 25 a 29 | 28    |
| 20    | 20 a 24 | 40    |
| 36    | 15 a 19 | 44    |
| 32    | 10 a 14 | 32    |
| 36    | 5 a 9   | 32    |
| 28    | 0 a 4   | 20    |

## Economia
El 2007 la població en edat de treballar era de 691 persones, 507 eren actives i 184 eren inactives. De les 507 persones actives 477 estaven ocupades (268 homes i 209 dones) i 30 estaven aturades (13 homes i 17 dones). De les 184 persones inactives 63 estaven jubilades, 55 estaven estudiant i 66 estaven classificades com a «altres inactius».

### Ingressos
El 2009 a Aveize hi havia 368 unitats fiscals que integraven 995,5 persones, la mediana anual d'ingressos fiscals per persona era de 16.625 €.

### Activitats econòmiques
Dels 29 establiments que hi havia el 2007, 1 era d'una empresa alimentària, 7 d'empreses de construcció, 5 d'empreses de comerç i reparació d'automòbils, 3 d'empreses de transport, 2 d'empreses d'hostatgeria i restauració, 2 d'empreses financeres, 7 d'empreses de serveis, 1 d'una entitat de l'administració pública i 1 d'una empresa classificada com a «altres activitats de serveis».
Dels 5 establiments de servei als particulars que hi havia el 2009, 2 eren guixaires pintors, 1 fusteria, 1 lampisteria i 1 electricista.
L'únic establiment comercial que hi havia el 2009 era una fleca.
L'any 2000 a Aveize hi havia 58 explotacions agrícoles que ocupaven un total de 1.173 hectàrees.

## Equipaments sanitaris i escolars
L'únic equipament sanitari que hi havia el 2009 era un hospital de tractaments de mitja durada (seguiment i rehabilitació).
El 2009 hi havia una escola elemental.

## Poblacions més properes
El següent diagrama mostra les poblacions més properes.